# Stêphanô Lý Tư Đức (sinh 1927)
Stêphanô Lý Tư Đức (1927–2019, tiếng Trung:李思德, tiếng Anh:Stephen Li Si-de) là một giám mục người Trung Quốc của Giáo hội Công giáo Rôma. Ông từng đảm trách chức vị Giám mục chính tòa Giáo phận Thiên Tân.

## Tiểu sử
Giám mục Lý sinh năm 1927 hoặc ngày 3 tháng 10 năm 1927 tại Tuân Hóa, Đường Sơn, Hà Bắc, Trung Quốc trong một gia đình Công giáo lâu đời và có sáu người con. Từ thuở nhỏ, giám mục Lý đã cảm nhận ước muốn tu trì và năm lên 13 tuổi (1940), ông nhập học tại tiểu chủng viện địa phương. Sau năm năm, cậu chuyển lên học tại tiểu chủng viện ở Thiên Tân.
Buốn năm sau đó, năm 1949, Lý Tư Đức nhập học đại chủng viện Văn Thánh ở Bắc Kinh và ngày 10 tháng 7 năm 1955 được thụ phong linh mục, là linh mục thuộc Giáo Phận Thiên Tân. Hiệp hội Công giáo Yêu nước Trung Quốc ra đời để chia tách Giáo hội Trung Quốc với Tòa Thánh, linh mục Lý bị bắt giam từ năm 1958 cho đến khi được thả ngày 16 tháng 2 năm 1962. Sau khi được thả, ông thực hiện việc mục vụ tại tại nhà thờ chính tòa Thánh Giuse của Thiên Tân trong thời gian ngắn trước khi bị bắt và giam giữ trong các trại lao động cưỡng bức từ năm 1963 đến năm 1980.
Giáo Hoàng Gioan Phaolô II bổ nhiệm linh mục Lý làm giám mục Thiên Tân vào ngày 15 tháng 6 năm 1982 và được tấn phong cách âm thầm. Ông một lần nữa bị bắt giam sau khi tham gia vào phiên khoáng đại của Hội đồng Giám mục Công Giáo Trung Quốc Hầm trú và yêu cầu chính quyền cải thiện tự do tôn giáo năm 1989. Hai năm sau đó, giám mục Lý được trả tự do, nhưng chỉ một năm sau, ông bị quản thúc tại làng Lương Trang Tử, huyện Tập Hiền, tỉnh Hắc Long Giang cho đến khi qua đời. Tòa Thánh nhiều lần chọn lựa, trong đó tấn phong giám mục phó Thiên Tân là giám mục Mêchiô Thạch Hồng Trinh và tân giám mục phụ tá Giuse Thạch Hồng Thần.
Giám mục Lý Tư Đức qua đời ngày 8 tháng 6 năm 2019. Hội Công Giáo Yêu nước Trung Quốc cấm không cho tổ chức tang lễ và an táng cố giám mục trong nghĩa trang Công Giáo. Giám mục Thạch Hồng Trinh chính thức kế vị.